# کشف جادوگران (کتاب)
کشف جادوگران (انگلیسی: A Discovery of Witches) عنوان نخستین کتاب از مجموعهٔ سه‌گانه مشهور خیال‌پردازیِ تاریخی با نام تمام ارواح از نویسنده و مورخ آمریکایی، دبورا هارکنز است که در سال ۲۰۱۱ منتشر گردید.